# Museo Ferroviario Vila Velha

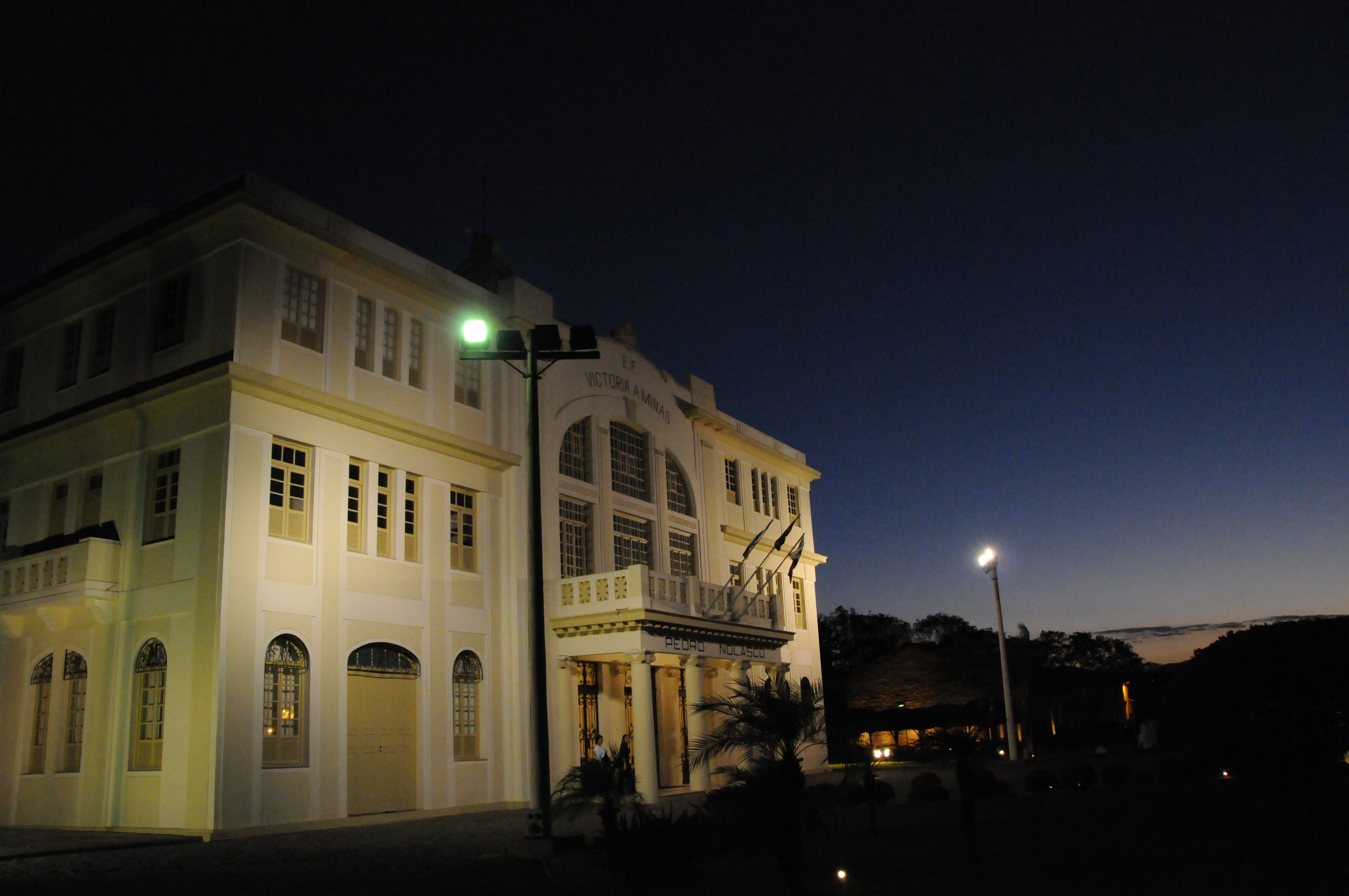
Vista nocturna del Museo Ferroviario Vila Velha

El Museo Vale es un museo en la ciudad de Vila Velha, Espírito Santo. Está situado en la
antigua Estación Pedro Nolasco del ferrocarril Vitória-Minas, en el barrio de Argolas, en los márgenes de la bahía de Vitória. 
Construido en 1927, la antigua "Estación São Carlos" pasó a llamarse Pedro Nolasco 1935, en homenaje al ingeniero responsable de la construcción del ferrocarril Vitória a Minas (EFVM). El Museo Vale fue reinaugurado el 15 de octubre de 1998, siendo un proyecto realizado por la Compañía Vale do Rio Doce en acuerdo con el Banco Real y siendo mantenido por la misma. Su arquitectura ecléctica fue preservada en la época de la restauración, entre 1996 y 1997.
La Maria-Fumaça, locomotora a vapor venida de Filadelfia (EUA), fue adquirida en 1945 por la Compañía Vale. Restaurada en 1997, todavía se encuentra en perfecto estado de funcionamiento, así como su composición de vagones de pasajeros y carga.
El edificio principal alberga el archivo permanente con 133 items (84 obras y 49 fotografías) que cuentan la historia de la Vía de Ferrocarril Vitória a Minas. La Sala de Construcción, la Sala de Mantenimiento y la Sala de las Estaciones son espacios expositivos que presentan La historia del ferrocarril. Visitar esas salas es recorrer el pasado. El Museo cuenta también con el Centro de Memorias, que posee un precioso patrimonio archivístico.
El Museo posee una Maqueta Ferroviaria con 34m² de área construida, que ilustra todo el trayecto del Ferrocarril Vitória a Minas. El Panel Interactivo, explica el proceso de extracción del mineral, el cargado y descargado de los vagones y de navíos, el procesamiento del mineral y las tolvas de almacenaje en el Complejo de canalización y como es transportado actualmente.
El Museu Vale, desde su inauguración, muestra obras de artistas que pertenecen a la historia del arte contemporáneo nacional e internacional. Las muestras son realizadas en la Sala de Exposiciones Temporales, localizada en el edificio principal y en el Salón de Exposiciones, un antiguo almacén de cargas adaptado para exposiciones de gran calado. 
- Datos: Q10333476
- Multimedia: Museu Vale / Q10333476